# Débarquement

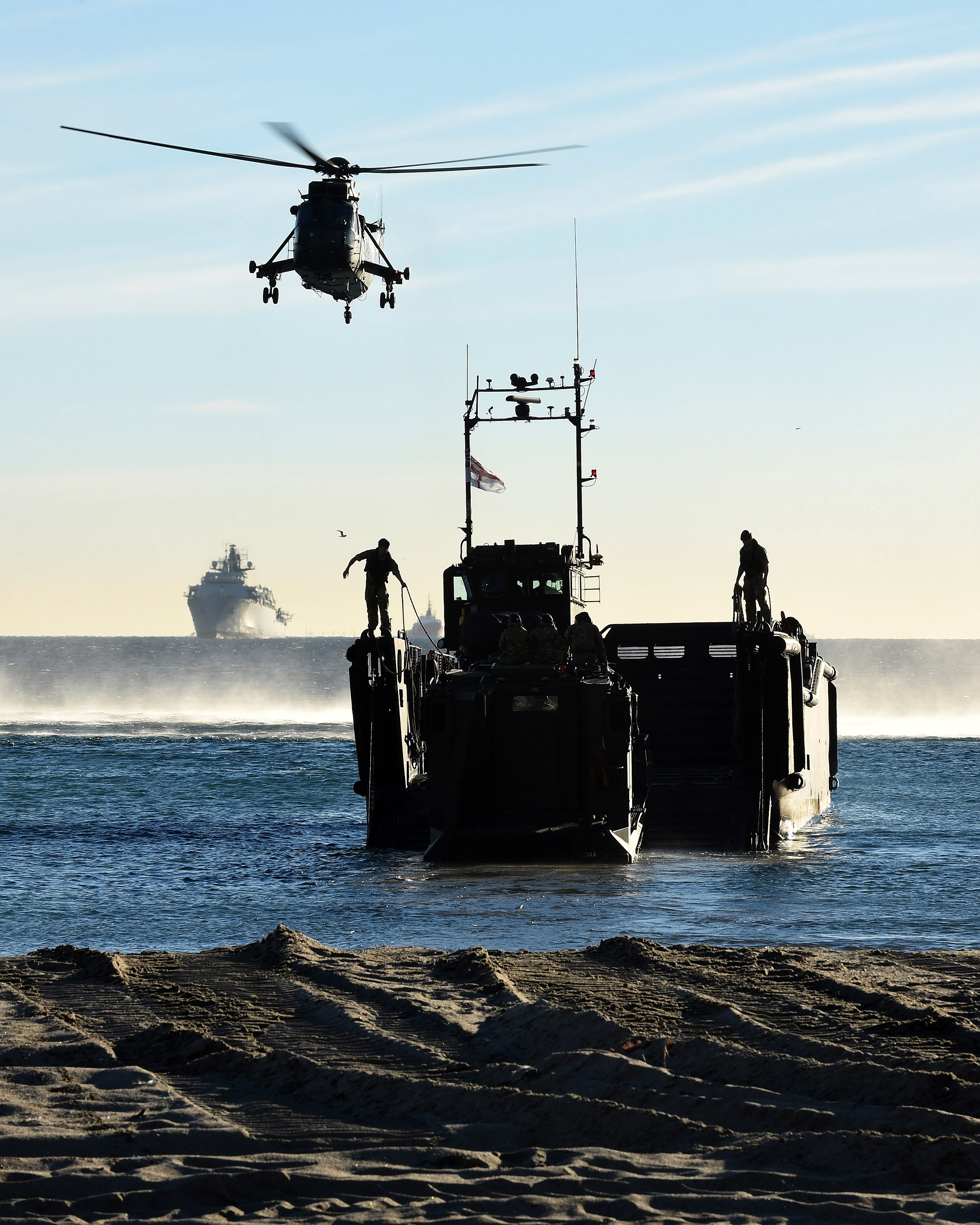
Infanterie de marine britannique débarquant d'un Landing Craft Utility qui transporte un véhicule à haute mobilité : les Royal Marines avec de la Royal Navy, le RFA Lyme Bay de la Royal Fleet Auxiliary et un Westland WS-61 Sea King. Exercice de débarquement à Gibraltar en 2014.

Ne doit pas être confondu avec l'émission diffusée sur Canal+, Le Débarquement.

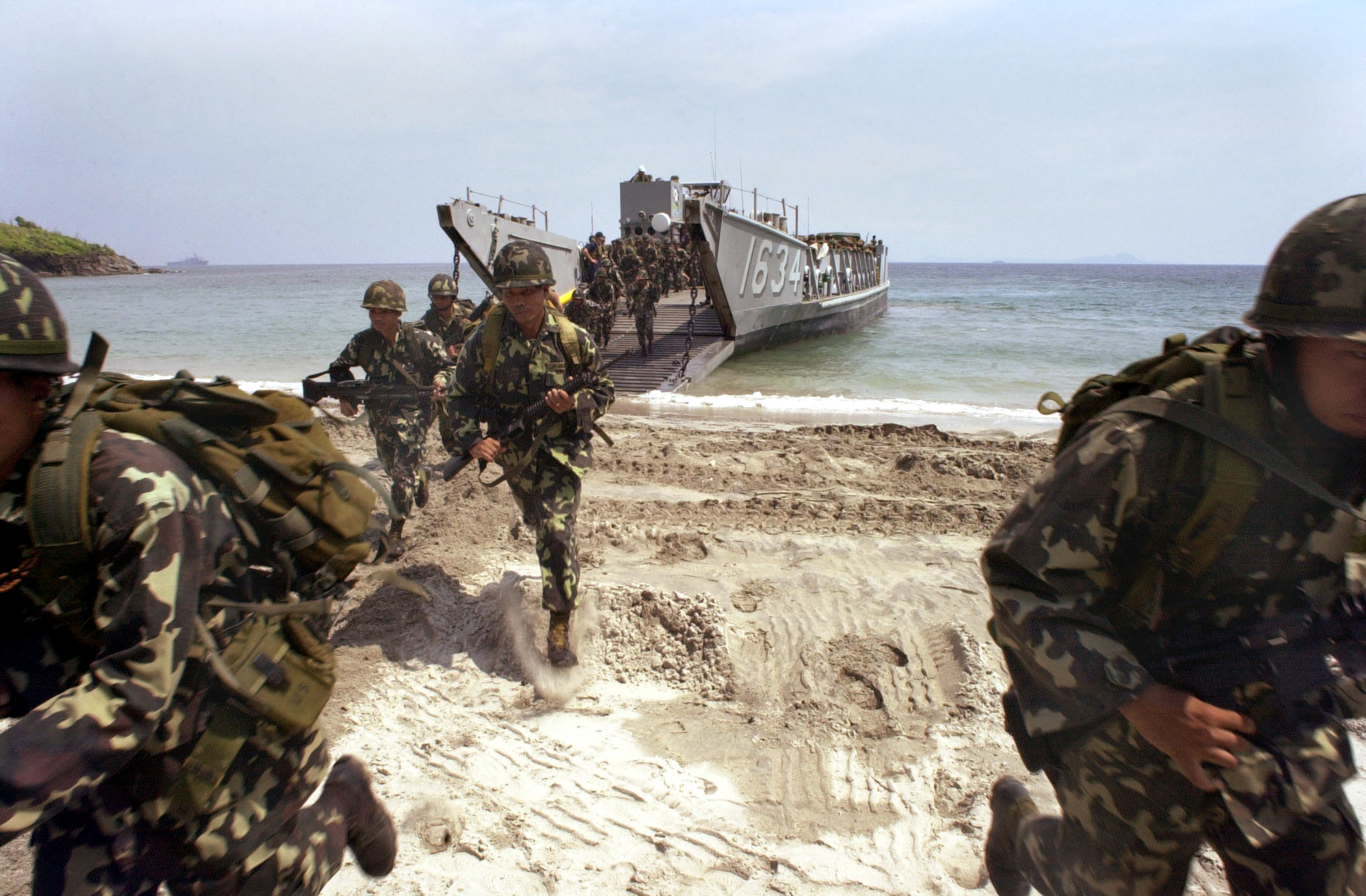
Exercice de débarquement de l’armée philippine en 2000.

Un débarquement est une opération militaire amphibie visant à déposer sur une côte des soldats et du matériel militaire depuis des navires de débarquement en vue d'une invasion.

## Déroulement type (Seconde Guerre mondiale)
Bien que pratiquée depuis longtemps, cette technique de conquête fut améliorée et très largement utilisée par les forces alliées lors de la Seconde Guerre mondiale.
Le débarquement fastidieux des troupes françaises à Narvik a en effet révélé l'absence de matériels adaptés : les troupes sont transportées par des paquebots et le matériel par des cargos dont le déchargement nécessite des installations portuaires. Mais surtout le débarquement ne peut être réalisé en zone hostile.
La technique mise au point par les alliés se déroule en trois phases principales et nécessite des matériels adaptés à chacune des missions.
Les opérations de débarquement amphibie sont presque toujours précédées d'un bombardement aérien ou naval et très fréquemment d'une opération aéroportée.

### Première phase
Elle consiste à capturer par surprise puis à nettoyer la zone de débarquement. La première vague est mise à terre au moyen de petites embarcations à fond plat qui viennent s'échouer sur la plage. Afin d'être le moins vulnérables possible les troupes sont dispersées en petits groupes suffisamment éloignés les uns des autres.
Les matériels utilisés créés durant la Seconde Guerre mondiale sont alors les :
- LCA ou landing craft assault, avec un blindage par plaque, pour 36 hommes,
- LCP (L) ou landing craft personnel (large), d'une capacité d'environ 30 hommes,
- LCV ou landing craft vehicle, pour le matériel lourd,
- LCVP ou landing craft vehicle & personnel, pour le matériel lourd, soldat, ou véhicule,
- LCM ou landing craft mechanized, pour le matériel lourd,
- LVT ou (landing vehicle tracked), qui sont des chars ou des véhicules chenillés amphibie.

### Deuxième phase
Lorsque la plage est sécurisée, la seconde vague d'assaut peut intervenir. Mise à terre avec des moyens de débarquement lourds, ces troupes sont destinées à relever celles de la première vague et de résister aux éventuelles contre attaques ennemies.
Pour cette phase deux types de bateaux sont utilisés :
- LCI ou landing craft infantry, navire de 380 tonnes, comportant une passerelle de chaque côté, avec une capacité d'emport de 190 hommes ou 75 tonnes de fret,
- LCT ou landing craft tank, navire de 300 tonnes, comportant une rampe rabattable à l'avant, pouvant transporter 150 tonnes de matériels ou 9 camions ou 5 chars de 30 tonnes.

### Troisième phase
Il s'agit de faire débarquer les troupes de deuxième échelon qui ont été acheminées en grande quantité sur des paquebots, le matériel est transporté par des Libertyship ou des navires spécialement étudiés pour des mises à terre rapides :
- LST ou landing ship tank, navire de 4 000 tonnes, d'une capacité de 500 tonnes ou 80 camions ou encore 50 chars. Il dispose d'un pont levis, situé à l'avant derrière deux portes, permettant le déchargement de la cale qui comporte deux étages.
- ABC ou assault boat carrier, transporteur de bateaux d'assaut, ils sont très analogues aux LST mais se chargent par l'arrière.

## Liste des principaux débarquements

### Les précurseurs

#### Sous l'Antiquité
- En 490 avant J.-C., une puissante flotte perse se présente sur la côte est de l'Attique. Elle y débarque une forte armée (les chiffres exacts ne sont pas connus) qui doit marcher sur Athènes. Cette force est cependant écrasée sur la plage de Marathon par les forces athéniennes et platéennes coalisées.
- En 415 avant J.-C., Athènes envoie une expédition pour attaquer Syracuse, en Sicile. L'opération mobilise 134 navires dont plus de 90 trières portant plus de 5 000 soldats. Après quelques succès, cette force est complètement écrasée en 413 avant J.-C., affaiblissant gravement Athènes.
- En 334 avant J.-C., Alexandre le Grand débarque près de l'emplacement de l'ancienne Troie avec plusieurs dizaines de milliers d'hommes. La conquête de l'Empire perse commence.
- En 256 avant J.-C., Rome fait débarquer en Afrique du Nord, au cap Bon, une armée de quatre légions soutenue par une énorme flotte pour attaquer Carthage sur son propre territoire. D'abord victorieuse, cette armée est finalement défaite l'année suivante.
- En 55 avant J.-C., Jules César fait construire à Portus Itius une flotte de 80 navires de transport et 18 navires de guerre pour débarquer en Bretagne avec deux légions. L'opération réussit, mais il se rembarque finalement après plusieurs combats difficiles contre les Bretons.
- En 54 avant J.-C., Jules César renouvelle son expédition en Bretagne. La flotte appareille de nouveau depuis Portus Itius, mais elle est beaucoup plus nombreuse et César embarque cinq légions au lieu des deux de l'année précédente. Il mène plusieurs combats contre les Bretons puis finit par se rembarquer.
- En 43 après J.-C., l'empereur Claude relance la conquête de la Bretagne. Quatre légions et 20 000 auxiliaires débarquent à Rutupiæ sur l'actuelle côte du Kent. La conquête dure plusieurs années, mais la Bretagne devient romaine pour presque quatre siècles.

#### Pendant le Moyen Âge

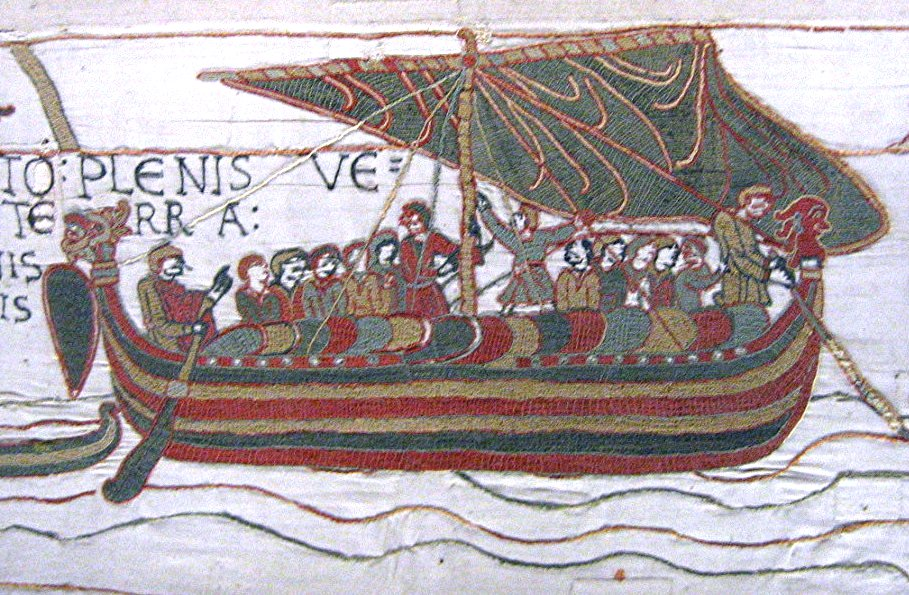
Détail de la tapisserie de Bayeux illustrant les navires employés par la force amphibie normande pour conquérir l'Angleterre en 1066.

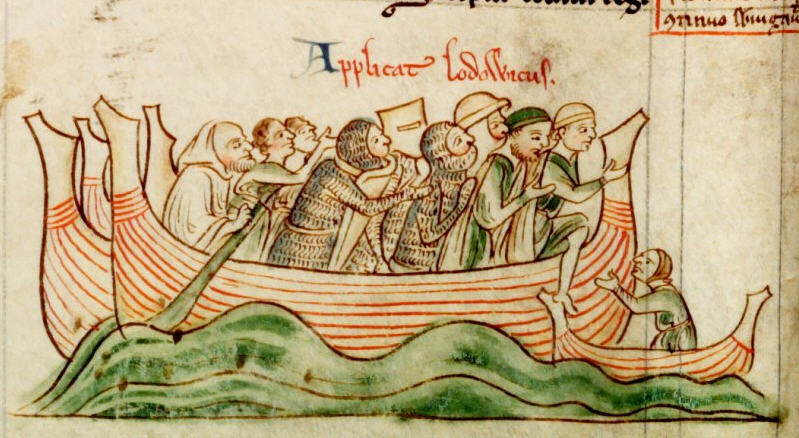
Louis VIII débarquant à Londres en 1216 avec une petite troupe.

- À la fin de l'été 533, une flotte byzantine de 20 000 marins débarque en Tunisie un contingent de 10 000 fantassins et 5 000 cavaliers. La conquête de l'Afrique du Nord contre les Vandales qui l'avaient pris aux Romains un siècle plus tôt commence.
- En 674, une flotte arabe entre en mer de Marmara et y débarque une armée pour attaquer Constantinople. Ses effectifs en navires et en hommes sont inconnus. Les Byzantins réussissent cependant à repousser cette invasion après quatre ans de lutte.
- En avril 711, Tariq ibn Ziyad franchit la Méditerranée et débarque dans la baie d'Algésiras une armée de 7 000 hommes, rejoint bientôt par une autre de 8 000 combattants. En juillet, il écrase l'armée wisigothe. L'Espagne passe sous contrôle musulman pour plusieurs siècles.
- En 717, une importante flotte arabe se présente de nouveau devant Constantinople et débarque en de nombreux points de la mer de Marmara pour isoler la ville qui est aussi attaquée par la terre. Les Byzantins résistent à nouveau et un hiver glacial provoque la famine chez les assaillants. Le siège est levé en 718 après la défaite d'une flotte de renfort.
- En 827, une flotte de plus de 100 navires débarque en Sicile une armée de 10 000 fantassins et 700 cavaliers sous les ordres de Assad ibn al-Furat. La conquête musulmane de la Sicile commence.
- En septembre 1066, débarquement dans la baie de Pevensey (Sussex) les troupes normandes de Guillaume le Conquérant pour s'emparer de l'Angleterre. Cette opération victorieuse met en place une dynastie nouvelle et bouleverse l'histoire politique et culturelle de l'Angleterre.
- En mai 1216, une petite flotte française portant 1 200 hommes sous les ordres de Louis VIII le Lion débarque en Angleterre, s'empare de Londres et met en fuite le roi Jean sans Terre. L'expédition tourne cependant court l'année suivante avec la défaite de Lincoln. C'est la dernière tentative de débarquement conduisant une troupe d'invasion jusqu'au cœur du territoire anglais.
- En novembre 1274, une flotte mongole de plusieurs centaines de navires portant plus de 20 000 guerriers aborde les côtes japonaises dans la baie de Hakata. Mais les Japonais résistent et une violente tempête disperse les navires de Kubilai Khan.
- Au printemps 1281, une flotte mongole plus importante que celle de 1274 aborde les côtes sud-ouest du Japon et tente d'y débarquer une armée. Les Japonais résistent de nouveau. Les troupes de Kubilai Khan ne réussissent pas à établir de tête de pont et une nouvelle tempête détruit la flotte mongole. Le Japon préserve son indépendance pour plusieurs siècles.
- En juillet 1346, le roi d'Angleterre Édouard III débarque dans le Cotentin avec une armée d'à peu près 15 000 hommes transportée sur plus de 1 000 navires. Le succès de l'opération lui permet de ravager la Normandie, de battre ensuite le roi de France à Crécy puis de faire victorieusement le siège de Calais en 1347.
- A l'été 1385, Jean de Vienne, parti des Flandres avec 180 navires, débarque une armée française en Écosse à Dunbar et Leith. Mais la troupe, non ravitaillée, doit se rembarquer en novembre. Cette expédition intervient après celles menées entre 1377 et 1380 pour piller les côtes et les villes du sud de l'Angleterre, mais sans volonté de conquérir ce pays.

#### Pendant la période moderne

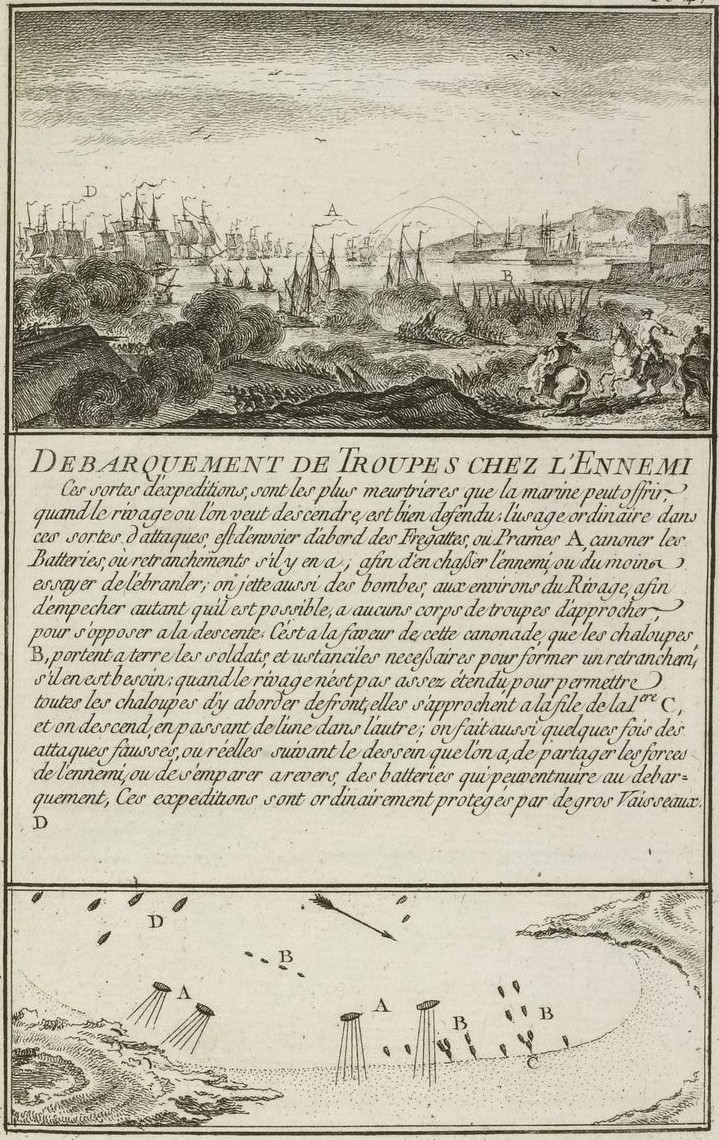
Les opérations de débarquement telle qu'elles étaient conçues au XVIIIe siècle.

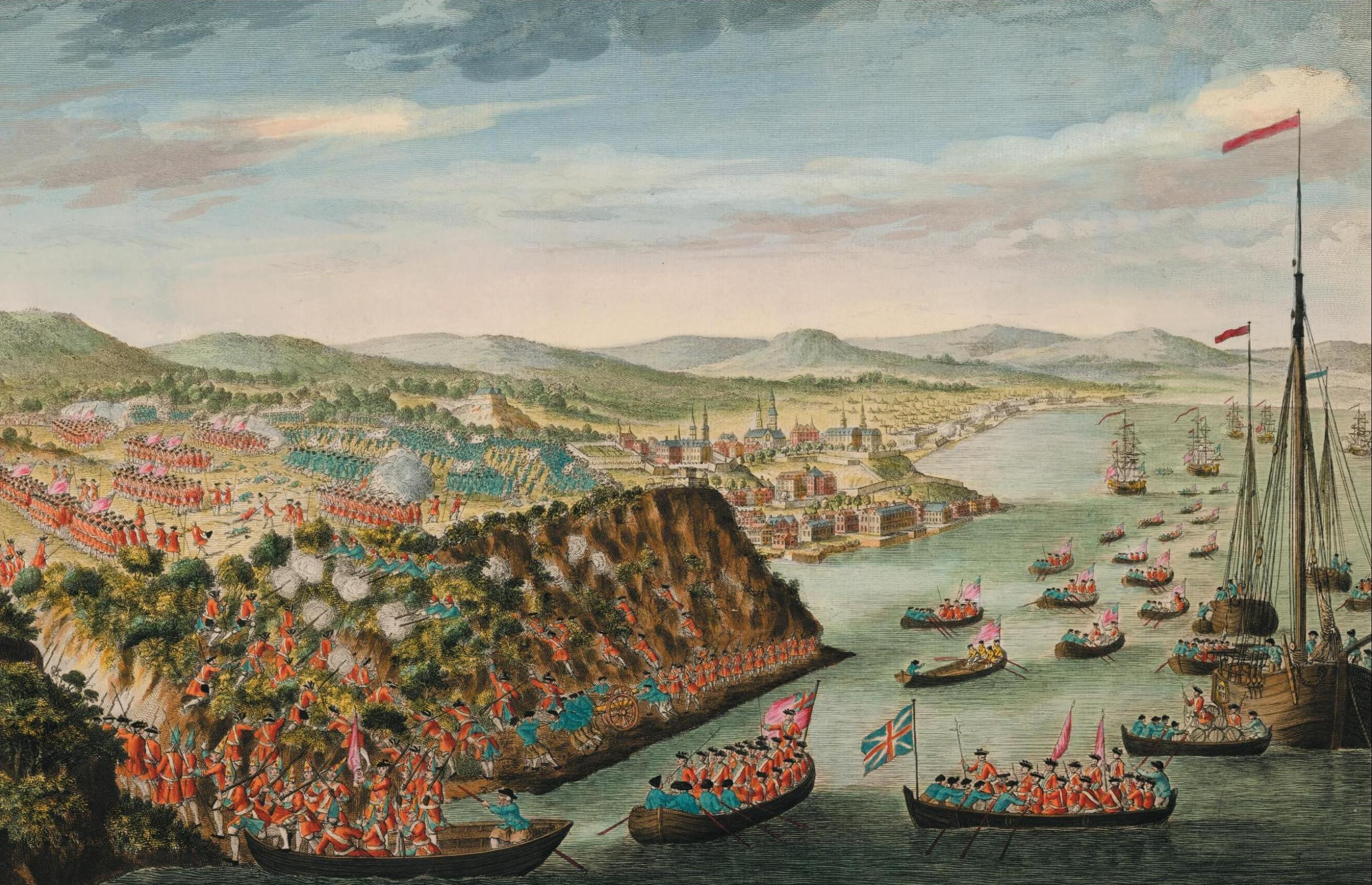
Opération de débarquement anglais en 1759 pour attaquer Québec.

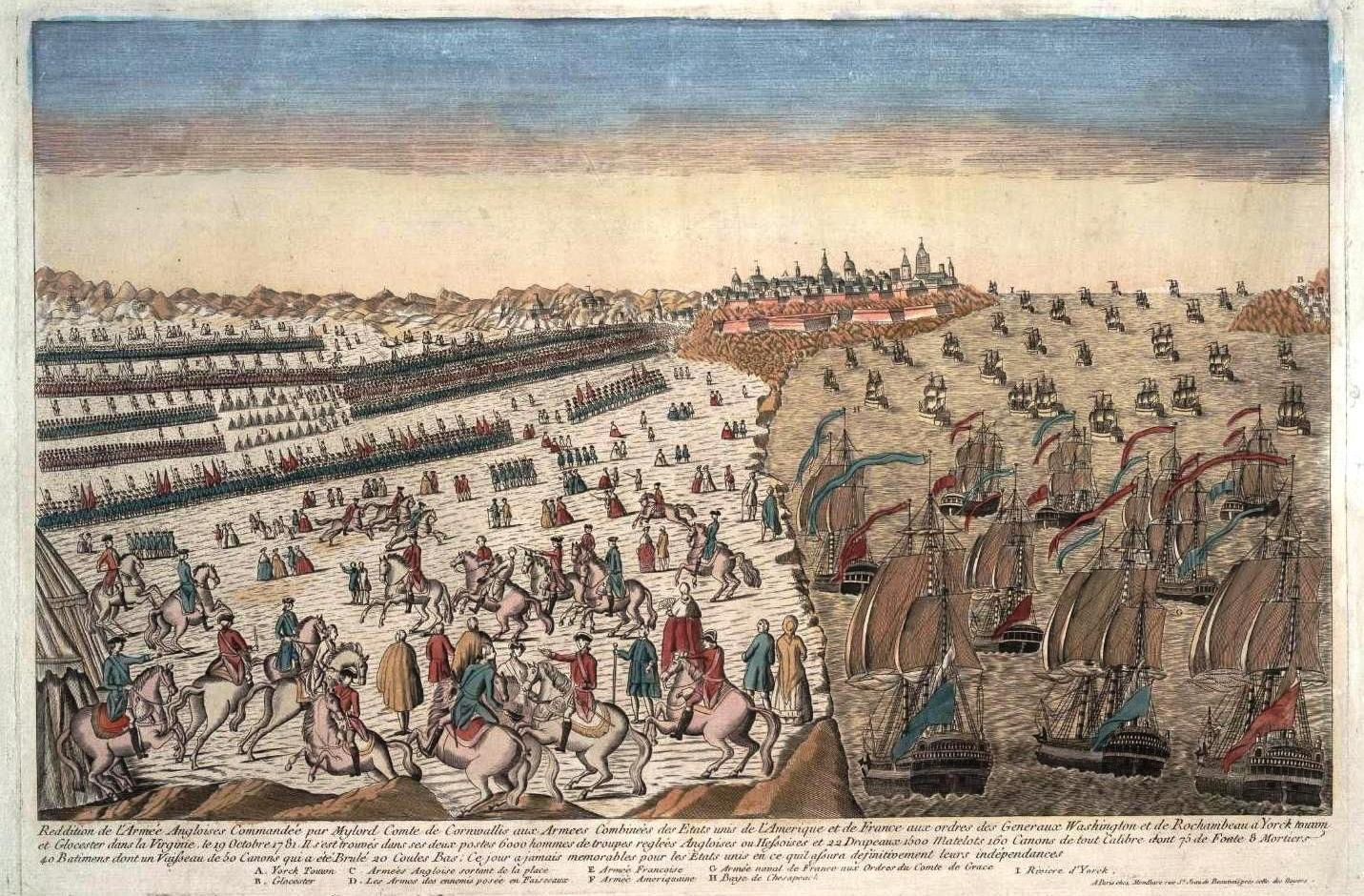
La capitulation de Yorktown en 1781, après le débarquement et le blocus de la flotte française.

- En juin 1535, Charles Quint se présente devant les côtes tunisiennes avec plusieurs centaines de navires et 33 000 hommes. Le débarquement de cette armée, entre Carthage et La Goulette, lui permet de faire provisoirement la conquête de Tunis et de garder un point d'appui sur la côte jusqu'en 1574.
- En 1655, une flotte anglaise d'une trentaine de navires débarque 7 000 hommes à la Jamaïque. L'île est enlevée aux Espagnols. Elle reste anglaise jusqu'à son indépendance en 1962.
- En juillet 1664, une petite escadre française débarque 5 000 hommes sur les côtes algériennes. Louis XIV veut faire la conquête du port de Djidjelli pour lutter contre les Barbaresques et donner à la France un point d'appui commercial en Afrique du nord. Mais les Musulmans résistent et c'est finalement un échec complet.
- En mai 1689, une escadre française de 24 vaisseaux et de plusieurs transports aborde le sud de l'Irlande, en baie de Bantry, avec des renforts pour soutenir Jacques II qui tente de reconquérir sa couronne, perdue l'année précédente. La Royal Navy ne peut empêcher le débarquement des renforts, mais Jacques II est cependant vaincu l'année suivante.
- En juin 1694, une puissante escadre anglo-hollandaise de 36 vaisseaux, 12 galiotes à bombes et 80 navires de transport arrive sur les côtes bretonnes. Elle est chargée de faire débarquer une armée de 10 à 12 000 hommes qui doivent s'emparer de Brest pour y détruire la flotte française. Mais les Français ont eu le temps d'organiser leurs défenses et l'opération est un échec complet.
- En avril 1697, une dizaine de navire français portant un peu plus de 2 000 combattants embarqués à Brest et à Saint-Domingue entrent dans la baie de Carthagène des Indes. La ville est prise rapidement et subit un pillage impitoyable.
- En septembre 1710, une petite escadre française transportant un peu plus de 1 000 combattants débarque sur les côtes brésiliennes pour attaquer Rio de Janeiro. C'est un échec complet qui se termine par la mort ou la capture des troupes de débarquement.
- En septembre 1711, une force française d'une quinzaine de navire portant 2 000 soldats force l'entrée de la baie de Rio de Janeiro. La ville est prise au bout de quelques jours. Les prisonniers de l'expédition précédente sont libérés et la ville est soumise à une forte rançon.
- En mai 1745, une opération de débarquement est montée depuis Boston contre la base française de Louisbourg. L'attaque est couverte par la Royal Navy. Les 4 000 hommes mis à terre font le siège de Louisbourg et contraignent la place à capituler. Elle reste entre les mains de Londres jusqu'à la paix de 1748.
- En septembre 1746, la Royal Navy met à terre 8 000 hommes sur la plage du Pouldu pour attaquer Lorient, mais cette force se rembarque au bout de quelques jours sans avoir rien tenté.
- En avril 1748, 13 vaisseaux de guerre anglais et 19 bâtiments de charge transportant plus de 4 000 hommes se présentent devant la base française de Pondichéry en Inde pour s'en emparer. C'est un échec et ils doivent se rembarquer en septembre.
- En mai 1756, une escadre française de 12 vaisseaux escortant 176 bâtiments de transport couvre le débarquement d'une armée de 12 000 hommes sur la base anglaise de Minorque. Celle-ci est prise et reste entre les mains de la France jusqu'à la signature de la paix en 1763.
- En septembre 1757, une importante force anglaise s'empare de l'île d'Aix avec pour objectif d'attaquer ensuite Rochefort, mais elle rembarque au bout de quelques jours car l'opération est trop difficile.
- En juin 1758, le Royal Navy débarque plus de 10 000 hommes près de Cancale et Paramé. Ce débarquement détruit plusieurs dizaines de navires marchands français mais échoue à s'emparer de Saint-Malo et doit se rembarquer.
- En juin 1758, une flotte de 22 vaisseaux couvrant le transport de 14 000 soldats sur 120 bâtiments de charge se présente devant l'Île du Cap-Breton pour attaquer une nouvelle fois Louisbourg. Le succès de l'opération permet de s'emparer de la place qui est définitivement perdue pour la France.
- En août 1758, c'est 10 000 soldats anglais qui sont débarqués dans le Cotentin pour attaquer Cherbourg. La ville est prise et occupée pendant quelques jours, le temps de détruire ses installations portuaires.
- En septembre 1758, la Navy veut rééditer son exploit contre Cherbourg en débarquant à Saint-Cast pour attaquer Saint-Malo. Mais la contre-attaque française transforme ce débarquement en sanglant échec pour les troupes anglaises.
- En janvier 1759, plus de 5 000 hommes sont débarqués pour s'emparer de la Guadeloupe. L'île se rend en mai et reste entre les mains de l'Angleterre jusqu'en 1763.
- En juin 1759, débarquement anglais de 10 000 hommes sur 70 navires de transport aux portes de Québec, couvert par 22 vaisseaux et 22 frégates. Lors du siège de Québec, le général James Wolfe tente de faire traverser à son armée le Saint-Laurent. Pour la première fois, sont employées des barges spécifiquement conçues pour un assaut amphibie.
- En février 1760, François Thurot, à la tête d'une petite force de 5 frégates et d'un corps de débarquement de 1 200 hommes, débarque en Irlande et s'empare de Carrickfergus près de Dublin, libère de nombreux prisonniers français puis se rembarque.
- En avril 1761, après un premier échec, la Royal Navy réussit à faire débarquer un important contingent sur Belle-Île-en-Mer. Après divers combats, l'île est prise et reste entre les mains de l'Angleterre jusqu'à la conclusion de la paix en 1763.
- En janvier 1762, une flotte de 35 vaisseaux anglais couvre le débarquement de 18 000 hommes sur la Martinique alors que celle-ci n'a qu'une petite garnison. Comme pour la Guadeloupe, l'île reste entre les mains de Londres jusqu'en 1763.
- En juin 1762, plus de 20 vaisseaux anglais accompagnés de 160 transports, débarquent à Cuba pour s'emparer de La Havane. Cette importante position espagnole capitule en août. Elle est rendue à Madrid lors de la conclusion du traité de paix en 1763.
- En septembre 1762, 14 vaisseaux anglais couvrent le débarquement d'un important corps d'infanterie aux Philippines pour attaquer Manille, la plus importante base espagnole dans l'océan Pacifique. La place est prise en octobre et reste entre les mains de Londres jusqu'à la conclusion de la paix l'année suivante.
- Le 3 mars 1776, à l'occasion de la bataille de Nassau, le corps des Marines, nouvellement créé pour être l'armée américaine spécialisée dans les assauts amphibies, mène son premier débarquement pour conquérir la capitale des Bahamas.
- En juillet 1780, une armée française de 5 500 hommes partie de Brest et protégée par 7 vaisseaux et quelques frégates débarque dans le Rhode Island pour apporter son secours aux insurgés américains.
- En septembre 1781, une flotte française d'une trentaine de vaisseaux débarque en Virginie une troupe de 3 200 hommes pour renforcer les armées de Washington, Rochambeau et La Fayette qui encerclent les forces anglaises  à Yorktown. Elle bloque aussi tout ravitaillement venu de la mer. L'armée anglaise capitule en octobre.

#### Pendant la période contemporaine, jusqu'en 1939
- En août 1793, une importante flotte anglo-espagnole entre dans Toulon en profitant des troubles révolutionnaires. Elle y débarque plusieurs milliers d'hommes, mais la contre attaque républicaine la force à évacuer la ville en décembre après avoir incendié une partie de l'escadre française de Méditerranée.
- Le 27 juin 1795 débarquement de Carnac, soutenu par la Royal Navy dans le cadre de l'expédition de Quiberon, destinée à prêter main-forte à la Chouannerie et à l'armée catholique et royale en Vendée.
- En juillet 1798, une flotte française de 13 vaisseaux, 8 frégates, 280 navires de transport se présente près d'Alexandrie pour y faire débarquer l'importante armée (plus de 30 000 hommes) que Bonaparte commande en vue de conquérir l’Égypte puis de marcher vers les Indes. Dans un premier temps victorieuse, elle échoue en 1801 avant d'être rapatriée cette même année.
- En juin 1830, une armée navale française partie de Toulon assure le débarquement de plus de 35 000 hommes à Sidi-Ferruch. C'est le début de la conquête de l'Algérie, territoire qui restera français jusqu'en 1962.
- En novembre 1838, un petit débarquement français permet de s'emparer de San Juan de Ulúa près de Veracruz pour forcer le gouvernement mexicain à négocier, à la suite d'un différend économique entre les deux pays. La forteresse est rendue au Mexique à la signature de la paix en 1839.
- En mars 1847, débarquement de Veracruz au Mexique : environ 9 000 hommes de l'armée du général Winfield Scott débarquent de vive force sur la plage de Collado bien que, de façon inattendue, sans opposition mexicaine. Début du siège de Veracruz.
- Le 25 avril 1915, débarquement de Gallipoli : 29 000, puis 45 000 Australiens, Néo-Zélandais, Britanniques et Français, transportés et appuyés par 200 navires, débarquent sur la péninsule de Gallipoli en deux zones. Il s'agit du plus important débarquement réalisé jusqu'à maintenant[3].
- Débarquement franco-espagnol d'Al Hoceima au Maroc le 8 septembre 1925.

### Seconde Guerre mondiale
Durant la guerre du Pacifique et sur les fronts nord-africain et européen, les Alliés ont successivement et considérablement amélioré les techniques de débarquement. Ils ont conduit durant cette guerre 78 opérations militaires amphibies majeures impliquant au moins un bataillon.
- En 1940, les premiers LCA ont été utilisés dès mai 1940 pour débarquer 120 légionnaires français lors de la bataille de Narvik[4]
- 19 août 1942, opération Jubilee à Dieppe (France), où 8 000 Canadiens (2e division canadienne) et anglais, aux ordres du général Roberts, sont engagés. Le débarquement est un échec retentissant et démontre qu'il est vain d'essayer de débarquer directement dans une ville portuaire solidement défendue.
- 8 novembre 1942, opération Torch en Afrique du Nord. 107 000 hommes sous les ordres du général Eisenhower débarquent dans trois zones sur les côtes marocaines, à Oran et à Alger.
- 10 juillet 1943, opération Husky en Sicile où sont impliqués le 15e groupe d'armées du général Alexander comprenant 115 000 Anglais et Canadiens et 66 000 Américains (8e armée de Montgomery et 7e armée de Patton).
- 9 septembre 1943, opération Avalanche à Salerne en Italie, où est engagée la 5e armée américaine du général Clark constituée du 6e corps d'armée américain du général Dawley et 10e corps d'armée britannique du général Mac Creery.
- 22 janvier 1944, opération Shingle à Anzio et Nettuno en Italie, où vont opérer 36 000 hommes et 3 069 véhicules du 6e corps d'armée américain du général Lucas.

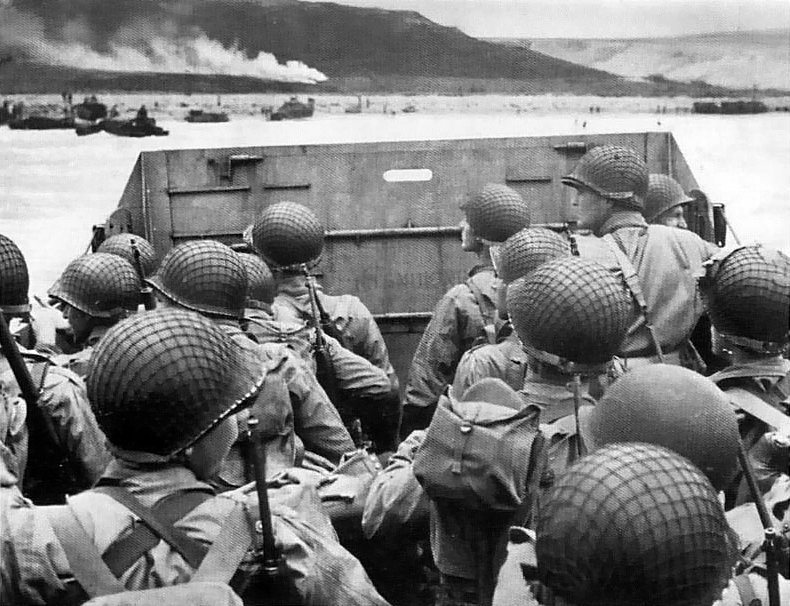
LCVP le 6 juin 1944 en Normandie.

- 6 juin 1944, opération Neptune en Normandie (France), 156 000 hommes du 21e groupe d'armée de Montgomery, constitué des 2e armée britannique (général Dempsey) et 1re armée américaine (général Bradley), acheminés par 6 939 navires débarquent sur les plages entre Carentan et Caen. À la suite des leçons de l'échec du débarquement à Dieppe deux ans plus tôt, et devant donc l'impossibilité de disposer immédiatement d'un port, les soldats du génie débarquent en apportant leur propre port artificiel qu'ils déploient in situ.Sans cette grande innovation, la logistique n'aurait jamais pu suivre et aurait compromis l'avancement des forces alliés[réf. nécessaire].
- 30 juin 1944, opération du 1er CA des Marines américains sur l'ile de Rendova dans le Pacifique (6 000 hommes du général Vandegrift).
- 15 août 1944, débarquement de 6 000 hommes à Vella Lavella dans le Pacifique.
- 15 août 1944, opération Dragoon en Provence dans le sud de la France, 880 navires acheminent 94 000 soldats et 11 000 véhicules de la 7e armée américaine du général Patch (6e corps américain de Truscott) et des éléments de la 1re armée française (de Lattre de Tassigny) entre Cavalaire et Saint-Tropez.
- 1er avril 1945, opération Iceberg ou bataille d'Okinawa, la plus grande opération amphibie de la Seconde Guerre mondiale 183 000 soldats américains).

### De 1945 à nos jours

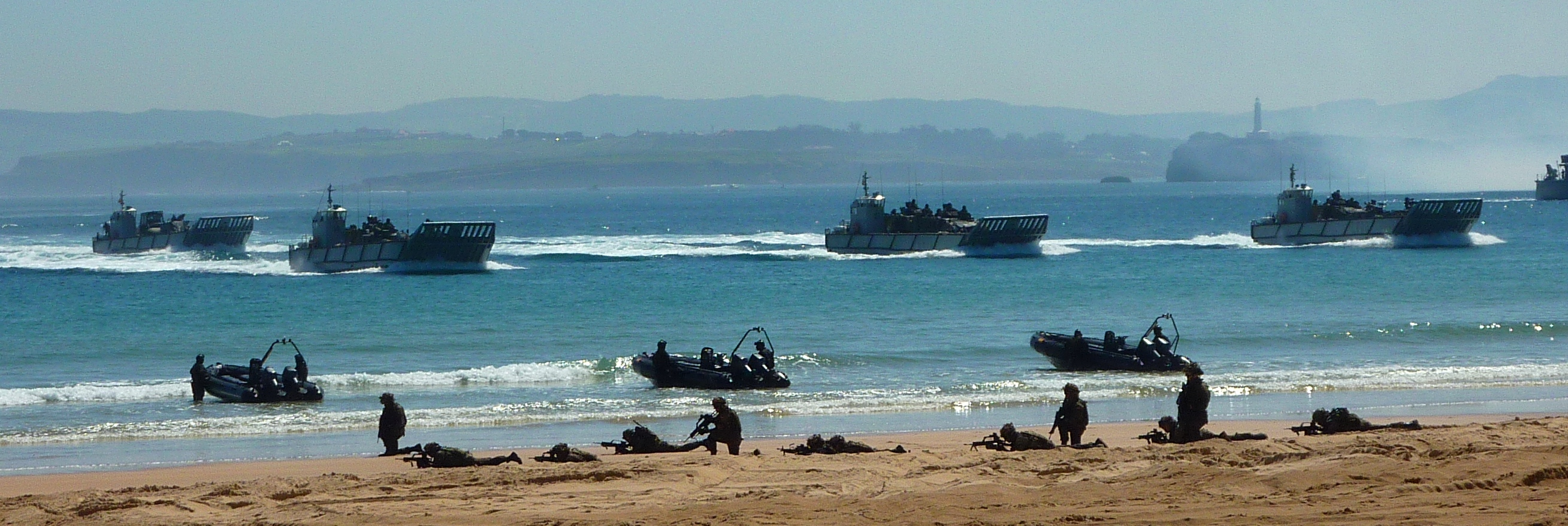
Débarquement de l'infanterie de marine espagnole avec des LCM-1E et des Duarry Super Cat

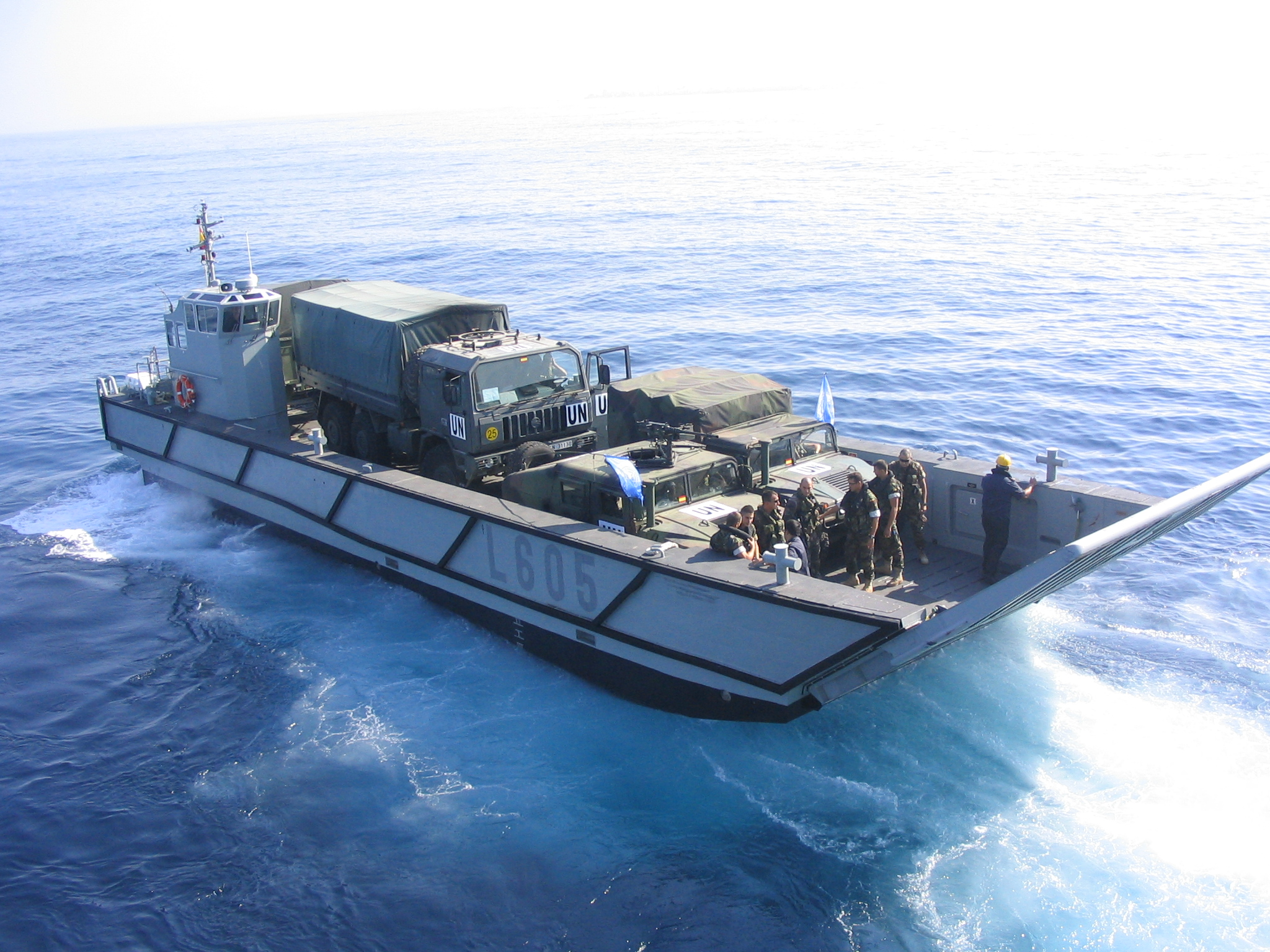
Embarcation de débarquement LCM-1E

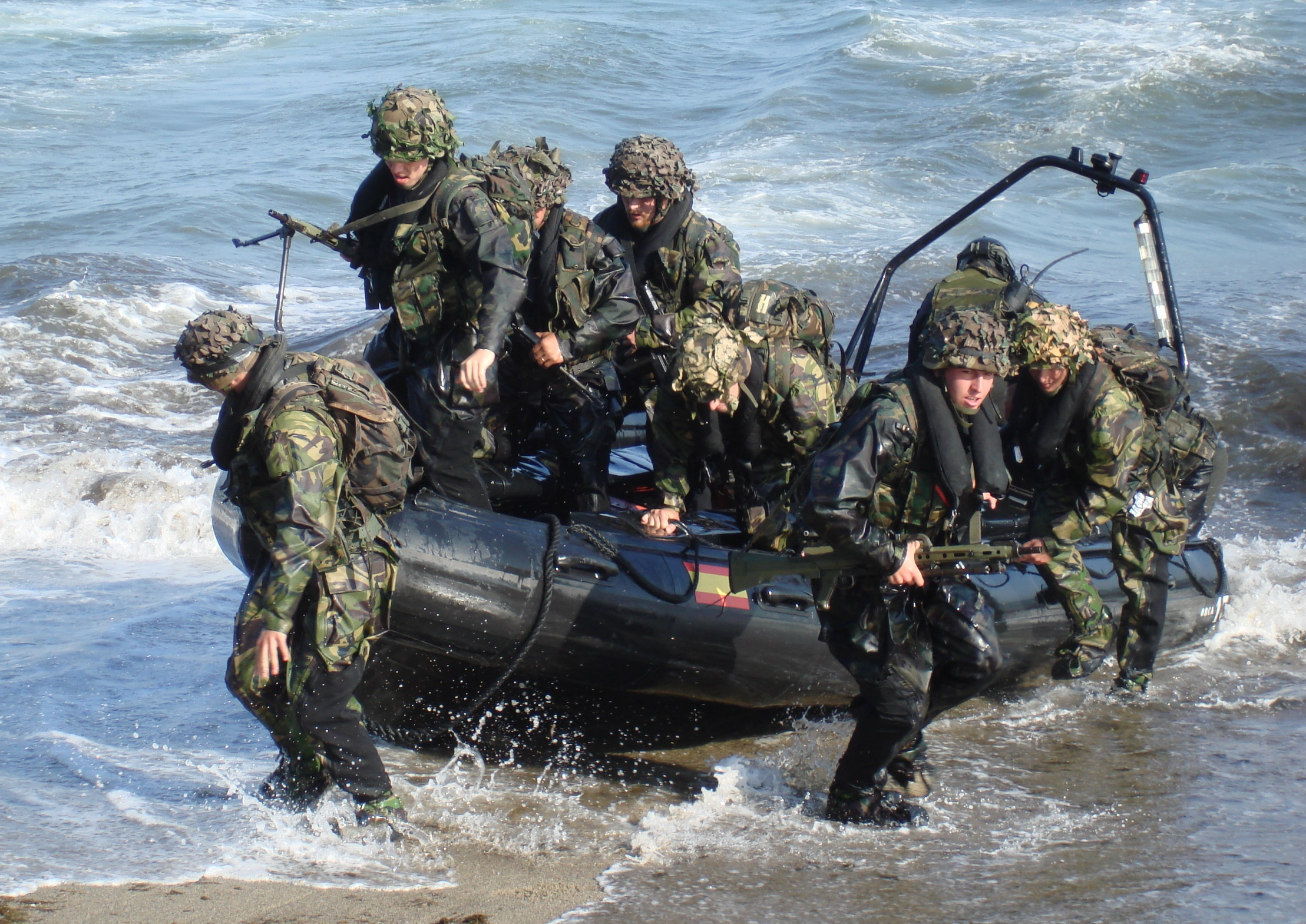
Canot pneumatique Duarry Super Cat de l'infanterie de marine espagnole

- 15 septembre 1950, (opération chromite) la guerre de Corée
- 6 novembre 1956, opération Mousquetaire, débarquement franco-anglais à Port-Saïd et Port-Fouad en Égypte lors de la crise du canal de Suez[5].
- 16 avril 1961, 1 400 exilés cubains débarquent dans la baie des Cochons à Cuba.
- 21 mai 1982, 4 000 soldats britanniques débarquent pour reprendre possessions des Malouines lors de la guerre des Malouines.

## Défense contre les débarquements

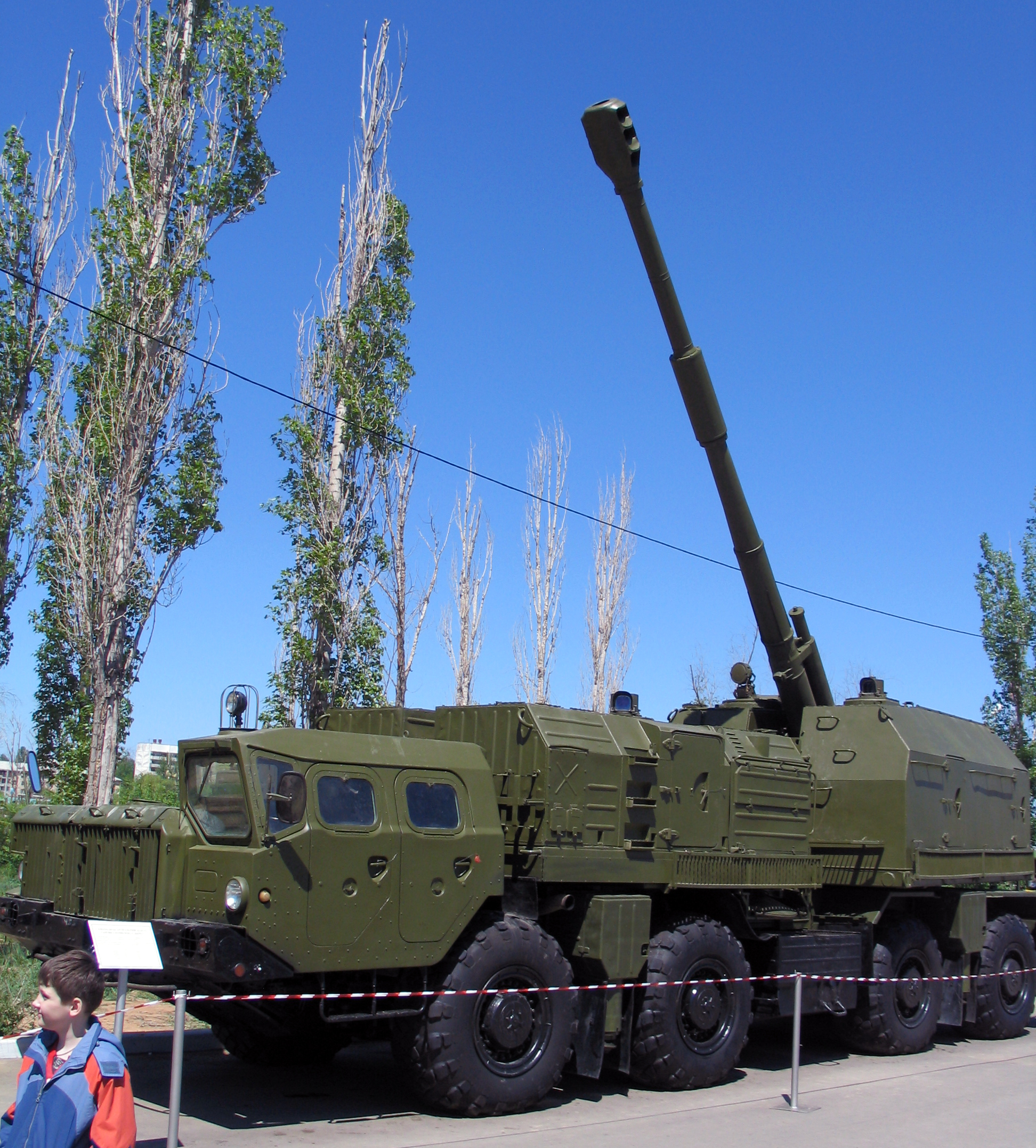
Canon automoteur russe A-222 Bereg, surtout utilisé comme artillerie côtière anti-débarquement

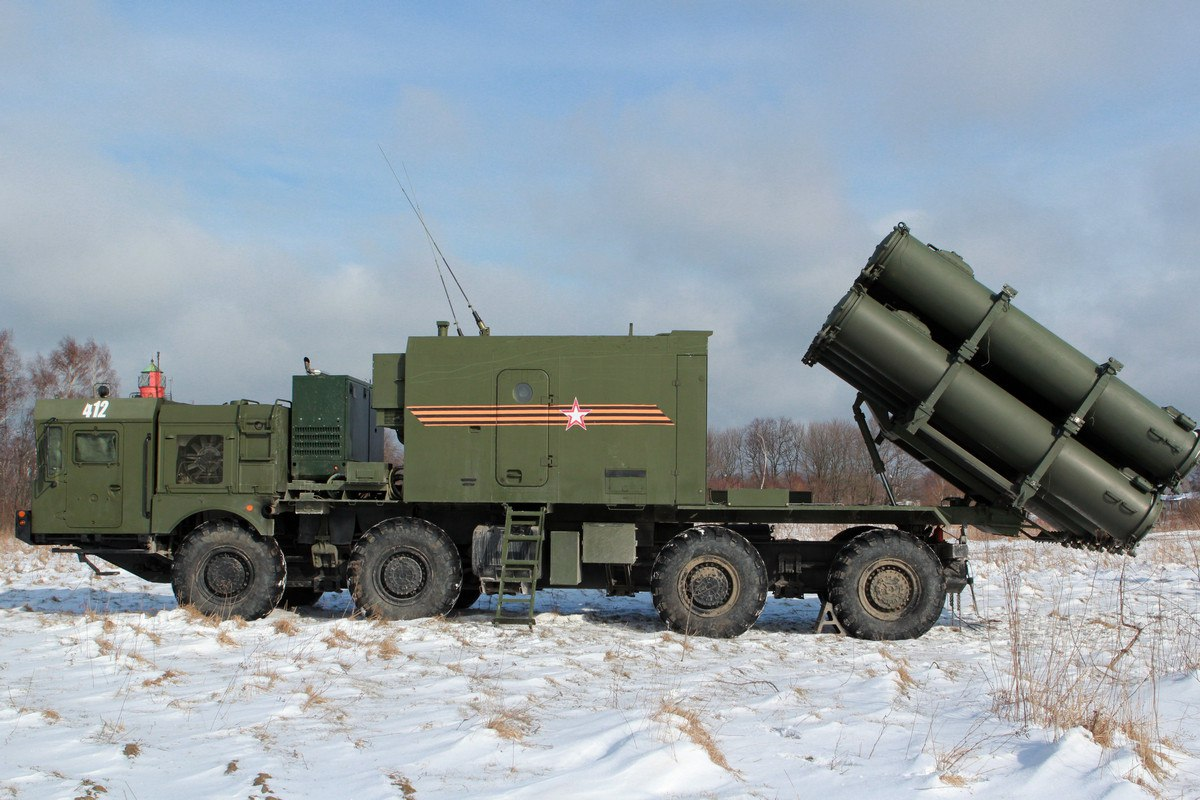
Lance-missiles antinavire russe 3K60 Bal, remplaçant l'artillerie côtière pour frapper les grands navires

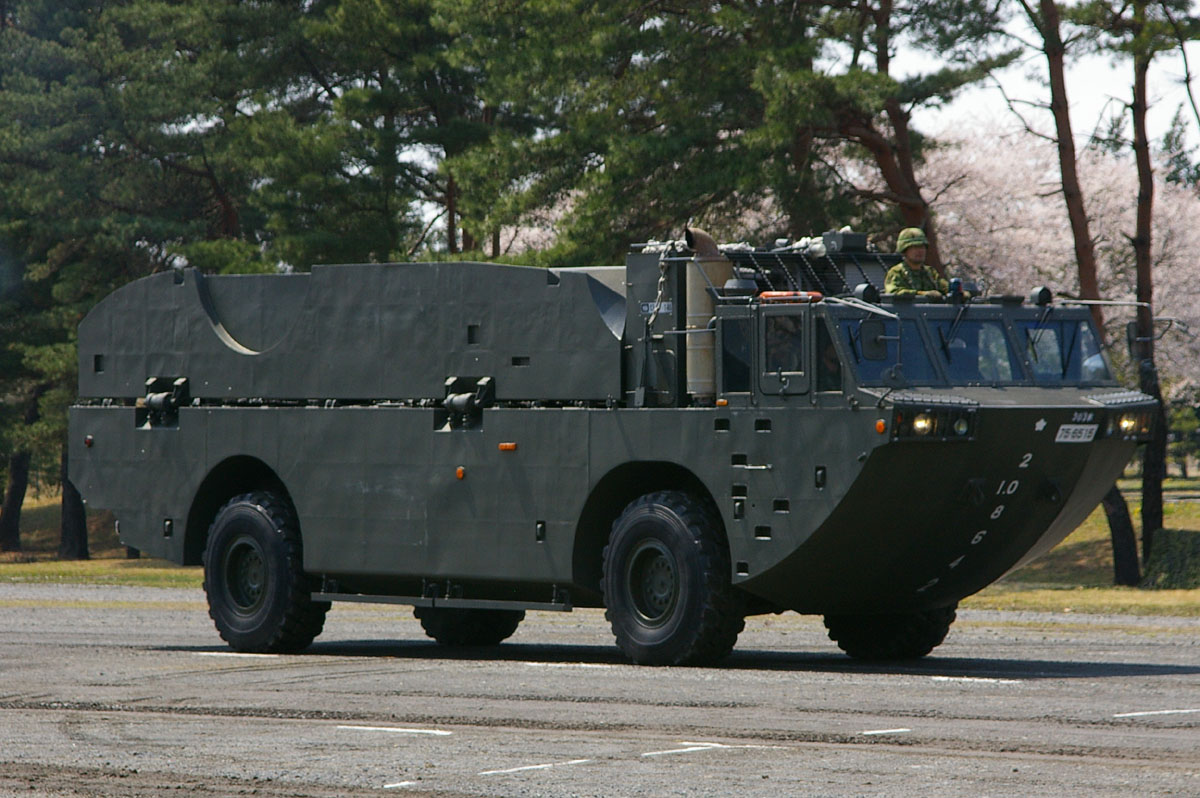
Véhicule de minage japonais Type 94 amphibie, pour disposer des champs de mines sur les plages en prévention des débarquements

Après la Seconde Guerre mondiale, le développement de l'aviation militaire et des missiles guidés a beaucoup diminué l'efficacité de l'artillerie côtière, du moins dans sa composante fixe. L'artillerie côtière désignée comme telle est désormais surtout mobile, comme le canon russe A-222 Bereg sur un véhicule MAZ-543 destiné à détruire les navires de petites et moyennes surfaces, notamment ceux à haute vitesse, en cas de débarquement ou le missile antinavire kh-35 sur un véhicule lance-missiles MZKT-7930 et peut travailler d'entente avec les garde-côtes. Des véhicules de minage, en particulier amphibies, sont employés pour disposer des champs de mines sur les plages pour prévenir les débarquements.